# Северен Ливан
Северен Ливан е губернаторство (мухафаза) в Ливан с площ 2025 км2 и население 927 655 души (2008). Административен център е град Триполи.

## Административно деление
Губернаторството се поделя на 7 области и 136 общини.

## Население
В региона преобладават Сунитите, Православните Християни и Алауитите. Почти всички Алауити в Ливан са концентрирани в тази част на страната.